# Alrik Drakenberg

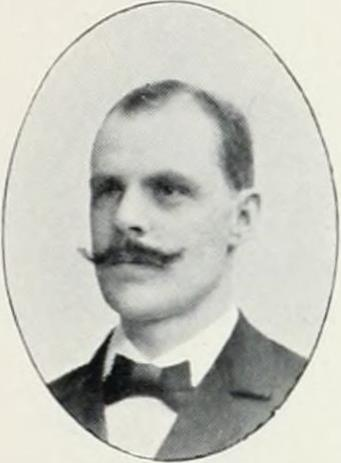
Alrik Drakenberg.

Nils Magnus Adalrik (Alrik) Drakenberg, född den 29 september 1868 i Hässelby, Harbo församling, Västmanlands län, död 10 juli 1959 i Härnösand, var en svensk bankman. Han var brorson till Sten Johan Drakenberg.
Drakenberg avlade mogenhetsexamen 1887. Han blev extra ordinarie tjänsteman i riksbanken i Stockholm 1888, tillförordnad sekreterare vid huvudkontoret 1897 och ordinarie 1899, föreståndare för bronsmyntkassan där 1902, revisor där 1904 och kassör 1908 samt verkställande styrelseledamot vid riksbankens avdelningskontor i Härnösand samma år. Drakenberg fick motsvarande befattning i Linköping 1916 och avsked från denna 1917. Han blev chef för Skandinaviska kreditaktiebolagets kontor i Härnösand samma år. Drakenberg blev stadsfullmäktig i Härnösand 1919, ordförande i folkskolstyrelsen där 1923 och överförmyndare 1925. Han blev riddare av Vasaorden 1917.